# Rick DiPietro
Rock DiPietro (ur. 19 września 1981 w Winthrop, Massachusetts) – amerykański hokeista. Reprezentant Stanów Zjednoczonych, olimpijczyk.

## Kariera

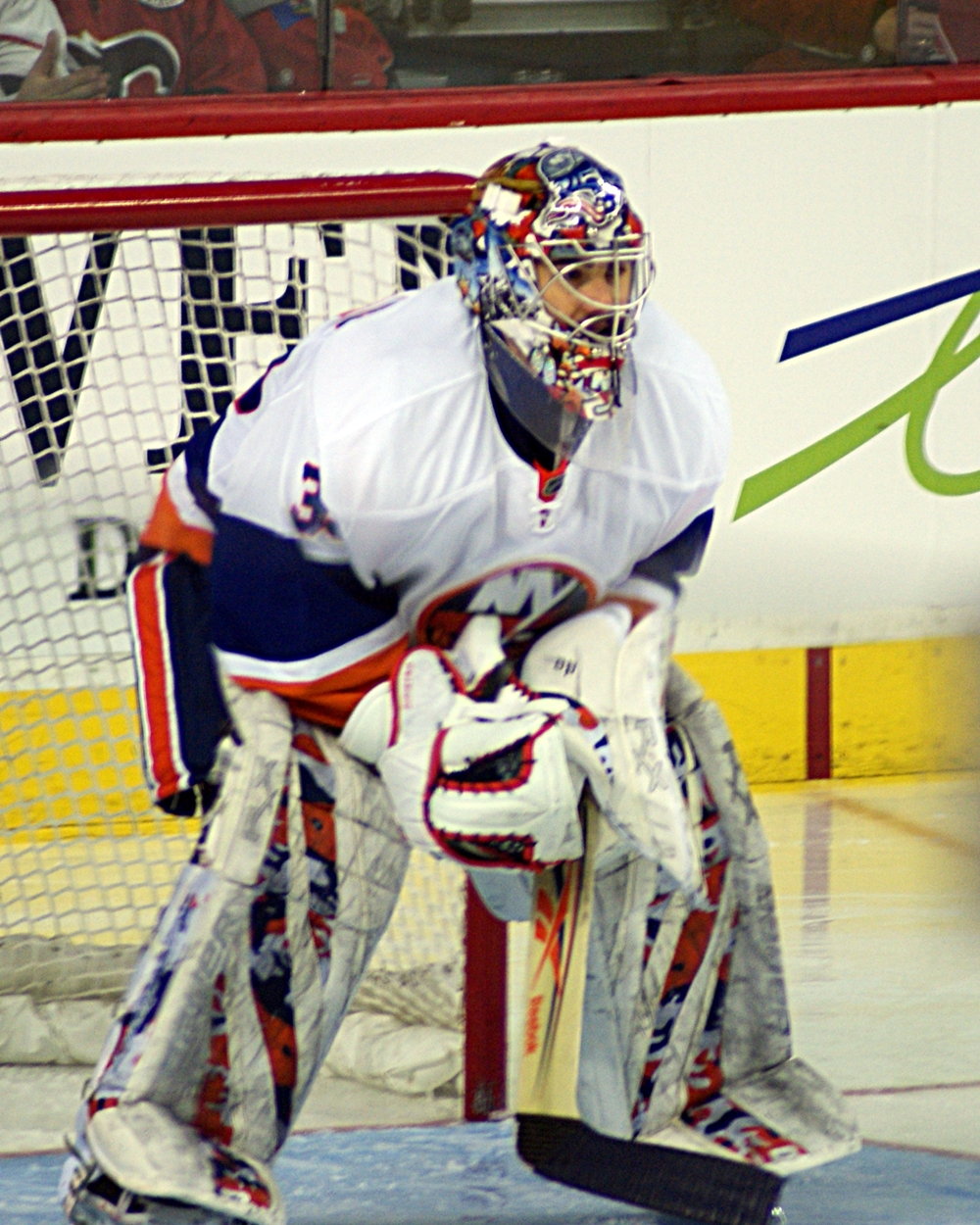
Rick DiPietro w barwach New York Islanders (2011)

- USNTDP Juniors (1997–1999)
  -  U.S. National U18 Team (1997–1998)
- Boston University (1999–2000)
- New York Islanders (20009–2013)
  -  Chicago Wolves (2000–2001)
  -  Bridgeport Sound Tigers (2001–2004)
  -  SC Riessersee (2012)
- Charlotte Checkers (2013)

Studiował w Saint Sebastian’s School, ale opuścił ją po drugim roku zaczął grać w juniorskiej lidze w Michigan. Został wybrany z numerem 1 draftu NHL z 2000 (jest jednym z nielicznych bramkarzy wybranych z nr 1) i od tego czasu zawodnik New York Islanders w lidze NHL. W 2006 roku podpisał 15-letni kontrakt z nowojorskim klubem. W październiku 2012 roku w okresie lokautu w sezonie NHL (2012/2013) związany kontraktem z niemieckim klubem SC Riessersee, beniaminkiem 2. Bundesligi. Wystąpił w jednym meczu. W lipcu 2013 klub skorzystał z możliwości dokonania wykupienia jego kontraktu i zobowiązując się tym samym do wypłaty mu części wysokości jego wynagrodzenia, w wyniku czego DiPietro stał się wolnym zawodnikiem. Od końca października do końca listopada 2013 był zawodnikiem Charlotte Checkers w lidze AHL.
W barwach USA uczestniczył w turniejach mistrzostw świata w 2001, 2004, 2005, Pucharu Świata 2004 oraz na zimowych igrzyskach olimpijskich 2006.

## Sukcesy
Reprezentacyjne
- Brązowy medal mistrzostw świata: 2004

Klubowe
- Mistrzostwo dywizji IHL: 2001 z Chicago Wolves
- Mistrzostwo konferencji IHL: 2001 z Chicago Wolves
- Mistrzostwo dywizji AHL: 2002, 2012 z Bridgeport Sound Tigers
- Mistrzostwo konferencji AHL: 2002 z Bridgeport Sound Tigers
- Mistrzostwo w sezonie zasadniczym AHL: 2002 z Bridgeport Sound Tigers
- F.G. „Teddy” Oke Trophy: 2002, z Bridgeport Sound Tigers

Indywidualne
- Sezon NCAA 1999/2000:
  - Najlepszy pierwszoroczniak
  - Najbardziej Wartościowy Zawodnik (MVP)
- Mistrzostwa świata do lat 20 w 2000:
  - Skład gwiazd turnieju
  - Najlepszy bramkarz turnieju
- Sezon NHL (2007/2008):
  - NHL All-Star Game

## Statystyki
| Rok       | Drużyna                  | Mecze Rozegrane | Minut | Wygrane | Przegrane | Remisy | Dogrywki |
| --------- | ------------------------ | --------------- | ----- | ------- | --------- | ------ | -------- |
| 1997-98   | St. Sebastian’s High-MA  | -               | -     | -       | -         | -      | -        |
| 1997-98   | USNTDP U-17              | 10              | 800   | 6       | 4         | 0      | -        |
| 1997-98   | USNTDP USHL              | 3               | 117   | 0       | 2         | 0      | -        |
| 1997-98   | USNTDP NAHL              | 30              | 1,602 | 13      | 12        | 0      | -        |
| 1998-99   | USNTDF U-18              | 16              | 1,027 | 9       | 5         | 1      | -        |
| 1998-99   | USNTDP USHL              | 30              | 1,733 | 22      | 6         | 1      | -        |
| 1998−1999 | United States WJ18-A     | 4               | 240   | -       | -         | -      | -        |
| 1999–2000 | Boston University H-East | 29              | 1,790 | 18      | 5         | 5      | -        |
| 1999–2000 | United States WJC-A      | 5               | 299   | 2       | 2         | 1      | -        |
| 2000–2001 | New York Islanders       | 20              | 1,083 | 3       | 15        | 1      | -        |
| 2000–2001 | Chicago IHL              | 14              | 778   | 4       | 5         | 2      | -        |
| 2000–2001 | United States WJC-A      | 6               | 360   | 5       | 1         | 0      | -        |
| 2000–2001 | United States WC-A       | 3               | 179   | -       | -         | -      | -        |
| 2001–2002 | New York Islanders       | 0               | 0     | 0       | 0         | 0      | -        |
| 2001–2002 | Bridgeport AHL           | 59              | 3,472 | 30      | 22        | 7      | -        |
| 2002–2003 | New York Islanders       | 10              | 585   | 2       | 5         | 2      | -        |
| 2002–2003 | Bridgeport AHL           | 34              | 2,044 | 16      | 10        | 8      | -        |
| 2003–2004 | New York Islanders       | 50              | 2,843 | 23      | 18        | 5      | -        |
| 2003–2004 | Bridgeport AHL           | 2               | 119   | 0       | 2         | 0      | -        |
| 2004–2005 | United States W-Cup      | 1               | 60    | 1       | 0         | 0      | -        |
| 2004–2005 | United States WC-A       | 4               | 250   | 2       | 2         | 0      | -        |
| 2005−2006 | New York Islanders       | 63              | 3,571 | 30      | 24        | -      | 5        |
| 2005−2006 | United States Olympics   | 4               | 237   | 1       | 3         | -      | -        |
| 2006–2007 | New York Islanders       | 62              | 3,626 | 32      | 19        | -      | 9        |
| -         | Łącznie                  | 459             | 26815 | 219     | 162       | 33     | 14       |